# Blà Bheinn
A Blà Bheinn (IPA: [pɫ̪aː veɲ]) a skóciai Skye szigeten található hegycsúcs, amely az egyetlen 914,4 méter (háromezer láb) feletti hegy a szigeten, amely nem a félhold alakú Fekete-Cuillin főgerincének a része, hanem a különálló Vörös-Cuillin tagja.

## Általános információk
A hegy neve a többi Skye-csúcstól eltérően nem gael eredetű, hanem egy norvég elnevezés fonetikus átvétele, amelyet pedig az angolok tovább egyszerűsítettek, ezért gyakran Blaven alakban is előfordul. Jelentése „kék hegy”.
A hegy 928 méteres magasságával a harmadik legalacsonyabb munro a szigeten, de elszigetelt helyzete miatt 862 méteres relatív kiemelkedéssel rendelkezik, ami a főgerinc mentén sorakozó összes többi hegytől megkülönbözteti. Nyugati oldala különösen elszigeteltnek és hatalmasnak tűnik, innen egyetlen átjárót sem találni, ezért az egyik hagyományos túraútvonal keletről, a Loch Slapin felől közelíti meg, a másik délről, a déli gerincen haladva. Északról általában csak a nagyobb tapasztalattal rendelkezők vállalkoznak.
Első hivatalos megmászására 1857-ben került sor Algernon Swinburne költő és John Nichol tudós részéről. Nichol egy barátjának írt levelében szűkszavúan számolt be az eseményről.
Swinburne két hétig vagy tovább volt velem, és éppen most tértünk vissza Skye szigetéről. Vajon újra kalauzként kéne viselkednem és mondanom neked róla valamit? Nos, egy hétnél egy kicsivel többet töltöttünk ott, de legalább néhány hónapnak tűnt. […] Skye-on kétségkívül a legszebb látvány a Scavaig-öböl és a Coruisk bejárata. Ha el akarod képzelni a Coruisk halvány mását, akkor gondolj a Glen Sannoxra úgy, mintha sokkal mélyebb lenne, és amelyet hatalmas, koromfekete és borús sziklák szegélyeznek. Alattuk Acheronként fekszik egy kékesszürke tó, körülötte lebegő köddel, mintha rossz szellemek félelmetes kísértetei lennének. […] Megmásztuk a Blavent, Skye legmagasabb csúcsát, komolyabb nehézségek nélkül.

## Túra a keleti oldal felől
A túra kiindulópontja a Loch Slapin északnyugati oldalán található parkoló, ahonnan az ösvény a Dunaiche-folyó (Allt na Dunaiche) északi partját követi. Az út az Uaigneich-völgyön (Coire Uaigneich) keresztül vezet, amelynek jobb oldalát a Nagy Hajóorr (Great Prow) sziklái alkotják, amely a hegymászók kedvelt helye. Mielőtt az út erősen jobbra kanyarodik, szemben a Fionna-völgyet (Fionna-choire) látni.
Az idők során több nyomvonal is kialakult a hegyen, de ezek között enyhén balra kell tartani, közelítve a Blà Bheinn keleti sziklafalának a széléhez. Innen már nincs messze az északi csúcs, amely csak négy méterrel magasabb a 924 méteres déli csúcstól. A kettő között egy meredek szakadék található, amelynél némi négykézláb mászással is számolni kell.
Északkeletre a 150 méterrel alacsonyabb Clach Glas szikláit látni, amelyre csak megfelelő tapasztalattal jutni el a négykézláb mászás miatt. Az enyhén északnyugati irányban haladó hosszú Sligachan-völgy (Glen Sligachan) a balra fekvő Fekete-Cuillin és a jobbra lévő Vörös-Cuillin közötti határvonalat jelenti. A túrázó számára 5-6 óra szükséges a 8 kilométeres táv teljesítésére.

## Túra a déli oldal felől

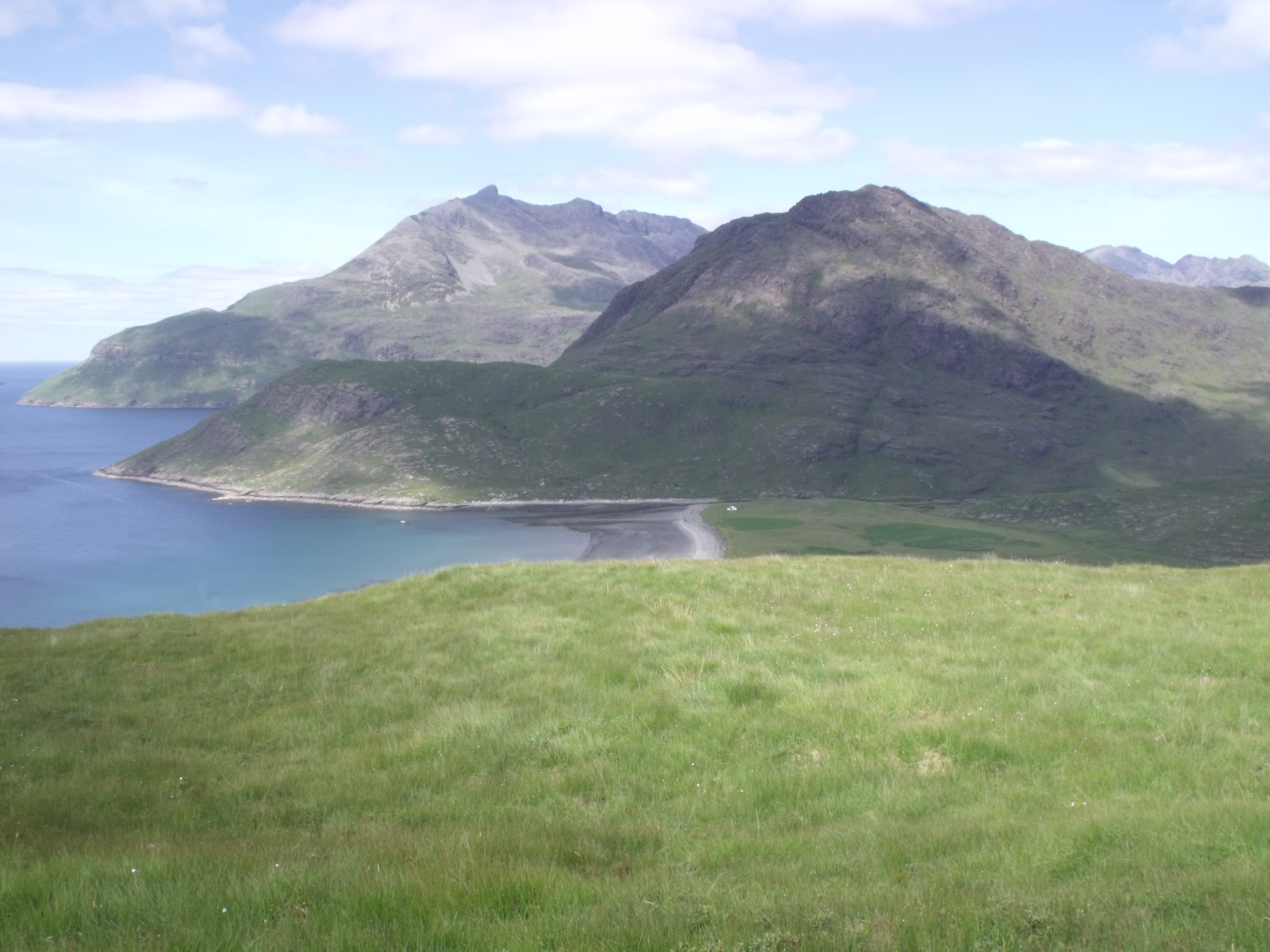
A közelebbi hegycsúcs a 494 méteres Sgùrr na Stri, a háttérben a Fekete-Cuillin legdélebbi csúcsai láthatók, az előtérben pedig a Camasunary homokos tengerpartja.

Ennek a kiindulópontja az előző túra parkolóhelyétől néhány kilométerrel délebbre található, szintén a B8083-as út mentén. Innen nyugat felé egy széles, köves földúton kell haladni az Am Màm nevű nyeregig (186 m), ahol a kilátás nyílik nyugatra, a Camasunary és a Sgùrr na Stri (494 m) irányába.
Az ösvény jobbra kanyarodik, és enyhén lejt a hegy oldalában. Bal kéz felé lehet leereszkedni a Camasunary homokkal borított tengerpartjára, amely némileg hasonlít a Dunvegantól nem messze található Coral Beaches-re, amely Skye leghíresebb tengerpartja. Itt található egy bothy is, amelyben három túrázó szem- és fültanúja lehetett egy 1982-es vadászgép-szerencsétlenségnek, amikor a Sgùrr na Stri oldalának csapódott egy gyakorlatozó F-111-es vadászrepülőgép.
A Blà Bheinnre tartóknak jobbra kell menniük az ösvények találkozásánál. Ez az út a déli csúcsra vezeti a túrázókat, amelyet a korábban leírtaknak megfelelően egy szakadék választ el a magasabb északi csúcstól. Aki ezt a nehezebb útvonalat választja, annak legalább 5-8 órát kell szánnia a 12 km-es kirándulásra.

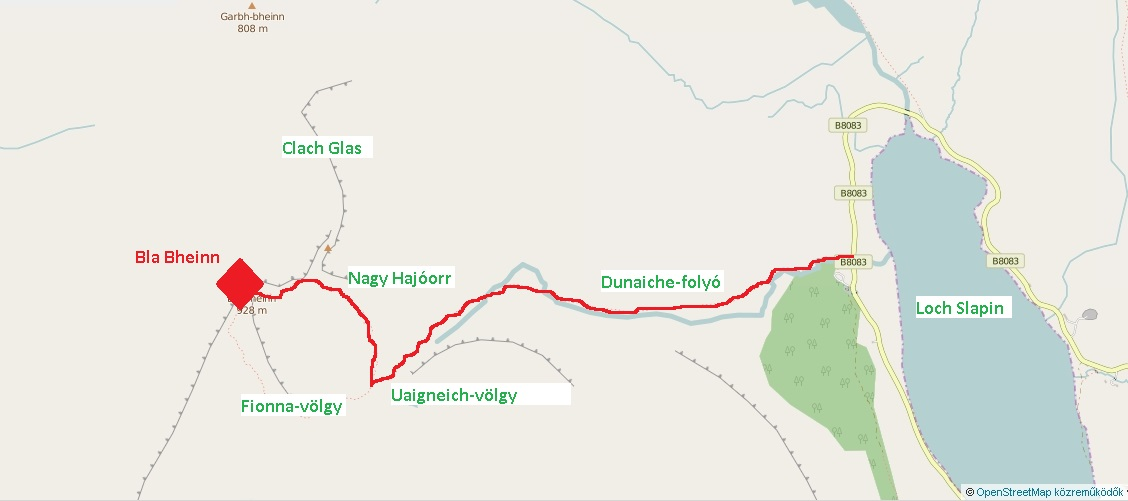
Piros: a keletről érkező útvonal a csúcsra
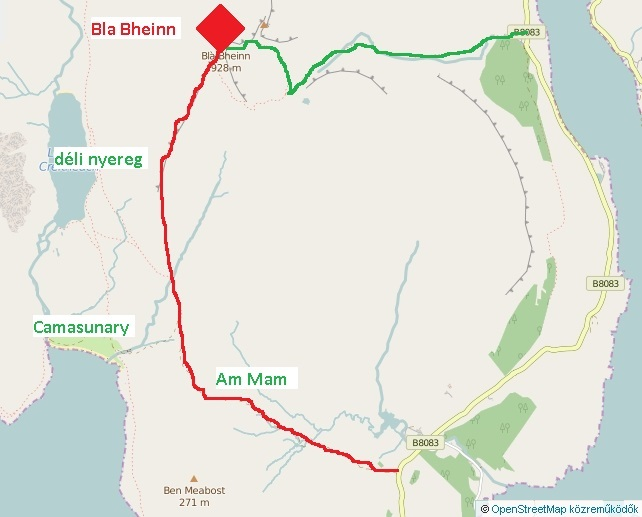
Piros: a délről érkező útvonal a csúcsra, zöld: a keletről érkező ösvény.